# ون دمیج
ون دمیج (انگلیسی: Van Damage؛ زاده ۲۸ سپتامبر ۱۹۶۶) یک بازیگر پورنوگرافی اهل ایالات متحده آمریکا است.